# Hirondelle brune
Psalidoprocne fuliginosa
Espèce
Statut de conservation UICN

 LC  : Préoccupation mineure
L'Hirondelle brune  (Psalidoprocne fuliginosa) est une espèce de passereaux de la famille des Hirundinidae. C'est une espèce monotypique (non subdivisée en sous-espèces).

## Description
Cette hirondelle de petite taille mesure 12 cm pour un poids de 11 à 12 g, elle possède le plumage le plus termes de toutes les espèces du genre Psalidoprocne. 
Les parties supérieures sont entièrement brun-chocolat terne. Le dessous de la queue est brun-chocolat alors que les sous-alaires sont légèrement plus brun fumeux. Les ailes sont un peu plus foncées que le reste du corps. La queue légèrement fourchue est brun uni.
Le mâle affiche de petites barbules le long des filets extérieurs des primaires, ce qui n'est pas le cas chez la femelle. Par ailleurs, les 2 partenaires sont identiques. Les juvéniles ressemblent à leurs parents, bien qu'ayant un plumage brun plus pâle.

## Comportement

### Alimentation
Comme la plupart des oiseaux du genre Psalidoprocne, les hirondelles brunes ont un régime presque exclusivement insectivore. Elles entreprennent de nombreuses poursuites pour capturer des insectes volants, mais on ne connaît pas le détail de leur menu.

### Reproduction
Les limites de la saison de reproduction semble intervenir principalement d'octobre à mars. Les sites de nidification sont situés sur des corniches rocheuses, à l'intérieur de crevasses de falaises ou dans des ravins accidentés. Ces oiseaux utilisent également des immeubles. Un nid a même été découvert à l'arrière d'une maçonnerie de brique dans un trou profond de 35 centimètres. Le nid en lui-même est un petit coussin fabriqué avec des lichens et d'autres matériaux végétaux entremêlés. De la mousse garnit généralement le fond.
La ponte comprend 2 œufs de couleur blanche qui mesurent en moyenne 19 millimètres sur 12. L'incubation et la durée du séjour des jeunes au nid ne sont pas connus pour l'instant.

## Répartition et habitat

### Habitat
Cette hirondelle montagnarde a été découverte à plus de 2400 mètres au Cameroun où elle est parfois courante à la limite de la ligne des arbres. D'après certains spécialistes, elle peut être observée du niveau de la mer jusqu'à 2800 mètres. Sur le versant sud-est, elle vit de 1 à 3000 mètres alors que sur le versant nord, son habitat est restreint de 600 à 2900 mètres. Ce petit volatile recherche sa nourriture au-dessus des mares, dans les forêts, en bordure des arbres, dans les plantations, sur les pentes herbeuses, dans les ravins boisés et au-dessus de parcelles cultivées non loin des villages. Il se perche bien en évidence sur les branches nues des arbres, à la lisière des forêts ou dans les clairières. De ce fait, il est aperçu très facilement. Dans l'île de Fernando Pô, il lui arrive de descendre jusqu'à une altitude de 300 mètres dans les plantations de café qui bordent les zones boisées de montagne.

### Distribution
Cette hirondelle de montagne possède une aire de distribution très restreinte. Elle vit exclusivement dans une très petite partie du Cameroun et dans l'île Fernando Pô. Il existe quelques rapports la signalant bien à l'écart du mont Cameroun, sur le plateau Obudu au Nigeria et peut-être en Guinée Equatoriale, mais ces derniers demandent à être confirmés. Malgré son habitat d'altitude, cet oiseau est sédentaire.
Cet oiseau peuple les forêts d'altitude du mont Cameroun et de Bioko (en).